# Danh sách bang của Ấn Độ theo dân số
Ấn Độ là một liên bang gồm 29 bang và 7 lãnh thổ liên bang. Tính đến năm 2011, với dân số là khoảng 1,2 tỷ người, Ấn Độ là quốc gia đông dân thứ hai sau Cộng hòa Nhân dân Trung Hoa. Ấn Độ chiếm 2,4% diện tích đất trên bề mặt Trái Đất và 17,5% dân số thế giới.

## Danh sách
Tổng diện tích của Ấn Độ là 3.287.240 kilômét vuông (1.269.210 dặm vuông Anh)α.
| Xếp hạng  | Bang/lãnh thổ liên bang     | Dân số (thống kê 2011) (% dân số Ấn Độ) | Tỉ lệ tăng trong thập kỷ (2009–2011) | Dân số nông thôn (%) | Dân số thành thị (%) | Diện tích                             | Mật độ                   | Tỷ lệ giới tính |
| --------- | --------------------------- | --------------------------------------- | ------------------------------------ | -------------------- | -------------------- | ------------------------------------- | ------------------------ | --------------- |
| 1         | Uttar Pradesh               | 199.281.477 (16,49%)                    | 20,1%                                | 155.111.022 (77,72%) | 44.470.455 (22,28%)  | 240,928 km2 (93,023 dặm vuông Anh)    | 828/km2 (2.140/sq mi)    | 908             |
| 2         | Maharashtra                 | 112.372.972 (9,28%)                     | 16,0%                                | 61.545.441 (54,77%)  | 50.827.531 (45,23%)  | 307,713 km2 (118,809 dặm vuông Anh)   | 365/km2 (950/sq mi)      | 946             |
| 3         | Bihar                       | 103.804.637 (8,58%)                     | 25,1%                                | 92.075.028 (88,70%)  | 11.729.609 (11,30%)  | 94,163 km2 (36,357 dặm vuông Anh)     | 1.102/km2 (2.850/sq mi)  | 916             |
| 4         | Tây Bengal                  | 91.347.736 (7,55%)                      | 13,9%                                | 62.213.676 (68,11%)  | 29.134.060 (31,89%)  | 88,752 km2 (34,267 dặm vuông Anh)     | 1.029/km2 (2.670/sq mi)  | 947             |
| 5         | Madhya Pradesh              | 72.597.565 (6,00%)                      | 20,3%                                | 52.537.899 (72,37%)  | 20.059.666 (27,63%)  | 308,245 km2 (119,014 dặm vuông Anh)   | 236/km2 (610/sq mi)      | 931             |
| 6         | Tamil Nadu                  | 72.138.958 (5,96%)                      | 15,6%                                | 37.189.229 (51,55%)  | 34.949.729 (48,45%)  | 130,058 km2 (50,216 dặm vuông Anh)    | 555/km2 (1.440/sq mi)    | 995             |
| 7         | Rajasthan                   | 68.621.012 (5,67%)                      | 21,4%                                | 51.540.236 (75,11%)  | 17.080.776 (24,89%)  | 342,239 km2 (132,139 dặm vuông Anh)   | 201/km2 (520/sq mi)      | 926             |
| 8         | Karnataka                   | 61.130.704 (5,05%)                      | 15,7%                                | 37.552.529 (61,43%)  | 23.578.175 (38,57%)  | 191,791 km2 (74,051 dặm vuông Anh)    | 319/km2 (830/sq mi)      | 968             |
| 9         | Gujarat                     | 60.383.628 (5,00%)                      | 19,2%                                | 34.670.817 (57,42%)  | 25.712.811 (42,58%)  | 196,024 km2 (75,685 dặm vuông Anh)    | 308/km2 (800/sq mi)      | 918             |
| 10        | Andhra Pradesh              | 49.386.799 (4,08%)                      | 11,1%                                | 34.776.389 (70,42%)  | 14.610.410 (29,58%)  | 162,968 km2 (62,922 dặm vuông Anh)    | 303/km2 (780/sq mi)      | 993             |
| 11        | Odisha                      | 41.947.358 (3,47%)                      | 14,0%                                | 34.951.234 (83,32%)  | 6.996.124 (16,68%)   | 155,707 km2 (60,119 dặm vuông Anh)    | 269/km2 (700/sq mi)      | 978             |
| 12        | Telangana                   | 35.286.757 (2,97%)                      | 17,87%                               | 21.585.313 (61,33%)  | 13.608.665 (38,66%)  | 114,840 km2 (44,340 dặm vuông Anh)    | 307/km2 (800/sq mi)      | 988             |
| 13        | Kerala                      | 33.387.677 (2,76%)                      | 4,9%                                 | 17.445.506 (52,28%)  | 15.932.171 (47,72%)  | 38,863 km2 (15,005 dặm vuông Anh)     | 859/km2 (2.220/sq mi)    | 1,084           |
| 14        | Jharkhand                   | 32.966.238 (2,72%)                      | 22,3%                                | 25.036.946 (75,95%)  | 7.929.292 (24,05%)   | 79,714 km2 (30,778 dặm vuông Anh)     | 414/km2 (1.070/sq mi)    | 947             |
| 15        | Assam                       | 31.169.272 (2,58%)                      | 16,9%                                | 26.780.526 (85,92%)  | 4.388.756 (14,08%)   | 78,438 km2 (30,285 dặm vuông Anh)     | 397/km2 (1.030/sq mi)    | 954             |
| 16        | Punjab                      | 27.704.236 (2,30%)                      | 13,7%                                | 17.316.800 (62,51%)  | 10.387.436 (37,49%)  | 50,362 km2 (19,445 dặm vuông Anh)     | 550/km2 (1.400/sq mi)    | 893             |
| 17        | Chhattisgarh                | 25.540.196 (2,11%)                      | 22,6%                                | 19.603.658 (76,76%)  | 5.936.538 (23,24%)   | 135,191 km2 (52,198 dặm vuông Anh)    | 189/km2 (490/sq mi)      | 991             |
| 18        | Haryana                     | 25.353.081 (2,09%)                      | 19,9%                                | 16.531.493 (75,75%)  | 8.821.588 (24,25%)   | 44,212 km2 (17,070 dặm vuông Anh)     | 573/km2 (1.480/sq mi)    | 877             |
| 19        | Jammu và Kashmir            | 12.548.926 (1,04%)                      | 23,7%                                | 9.134.820 (72,79%)   | 3.414.106 (27,21%)   | 222,236 km2 (85,806 dặm vuông Anh)    | 124/km2 (320/sq mi)      | 883             |
| 20        | Uttarakhand                 | 10.116.752 (0,84%)                      | 19,2%                                | 7.025.583 (69,45%)   | 3.091.169 (30,55%)   | 53,483 km2 (20,650 dặm vuông Anh)     | 189/km2 (490/sq mi)      | 963             |
| 21        | Himachal Pradesh            | 6.864.602 (0,57%)                       | 12,8%                                | 6.167.805 (89,96%)   | 688.704 (10,04%)     | 55,673 km2 (21,495 dặm vuông Anh)     | 123/km2 (320/sq mi)      | 974             |
| 22        | Tripura                     | 3.671.032 (0,30%)                       | 14,7%                                | 2.710.051 (73,82%)   | 960.981 (26,18%)     | 10,486 km2 (4,049 dặm vuông Anh)      | 350/km2 (910/sq mi)      | 961             |
| 23        | Meghalaya                   | 2.964.007 (0,24%)                       | 27,8%                                | 2.368.971 (79,92%)   | 595.036 (20,08%)     | 22,429 km2 (8,660 dặm vuông Anh)      | 132/km2 (340/sq mi)      | 986             |
| 24        | Manipurβ                    | 2.721.756 (0,22%)                       | 18,7%                                | 1.899.624 (79,79%)   | 822.132 (20,21%)     | 22,327 km2 (8,621 dặm vuông Anh)      | 122/km2 (320/sq mi)      | 987             |
| 25        | Nagaland                    | 1.980.602 (0,16%)                       | -0,5%                                | 1.406.861 (71,03%)   | 573.741 (28,97%)     | 16,579 km2 (6,401 dặm vuông Anh)      | 119/km2 (310/sq mi)      | 931             |
| 26        | Goa                         | 1.457.723 (0,12%)                       | 8,2%                                 | 551.414 (37,83%)     | 906.309 (62,17%)     | 3,702 km2 (1,429 dặm vuông Anh)       | 394/km2 (1.020/sq mi)    | 968             |
| 27        | Arunachal Pradesh           | 1.382.611 (0,11%)                       | 25,9%                                | 1.069.165 (77,33%)   | 313.446 (22,67%)     | 83,743 km2 (32,333 dặm vuông Anh)     | 17/km2 (44/sq mi)        | 920             |
| 28        | Mizoram                     | 1.091.014 (0,09%)                       | 22,8%                                | 529.037 (48,49%)     | 561.997 (51,51%)     | 21,081 km2 (8,139 dặm vuông Anh)      | 52/km2 (130/sq mi)       | 975             |
| 29        | Sikkim                      | 607.688 (0,05%)                         | 12,4%                                | 455.962 (75,03%)     | 151.726 (24,97%)     | 7,096 km2 (2,740 dặm vuông Anh)       | 86/km2 (220/sq mi)       | 889             |
| NCT       | Delhi                       | 16.753.235 (1,38%)                      | 21%                                  | 419.319 (02,50%)     | 16.333.916 (97,50%)  | 1,484 km2 (0,573 dặm vuông Anh)       | 11,297/km2 (29,26/sq mi) | 866             |
| UT1       | Puducherry                  | 1.244.464 (0,10%)                       | 27,7%                                | 394.341 (31,69%)     | 850.123 (68,31%)     | 479 km2 (185 dặm vuông Anh)           | 2,598/km2 (6,73/sq mi)   | 1.038           |
| UT2       | Chandigarh                  | 1.054.686 (0,09%)                       | 17,1%                                | 29.004 (02,75%)      | 1.025.682 (97,25%)   | 114 km2 (44 dặm vuông Anh)            | 9,52/km2 (24,7/sq mi)    | 818             |
| UT3       | Quần đảo Andaman và Nicobar | 379.944 (0.03%)                         | 6,7%                                 | 244.411 (64,33%)     | 135.533 (35,67%)     | 8,249 km2 (3,185 dặm vuông Anh)       | 46/km2 (120/sq mi)       | 878             |
| UT4       | Dadra và Nagar Haveli       | 342.853 (0,03%)                         | 55,5%                                | 183.024 (53,38%)     | 159.829 (46,62%)     | 491 km2 (190 dặm vuông Anh)           | 698/km2 (1.810/sq mi)    | 775             |
| UT5       | Daman và Diu                | 242.911 (0,02%)                         | 53,5%                                | 60.331 (24,84%)      | 182.580 (75,16%)     | 112 km2 (43 dặm vuông Anh)            | 2,169/km2 (5,62/sq mi)   | 618             |
| UT6       | Lakshadweep                 | 64.429 (0,01%)                          | 6,2%                                 | 14.121 (21,92%)      | 50.308 (78,08%)      | 32 km2 (12 dặm vuông Anh)             | 2,013/km2 (5,21/sq mi)   | 946             |
| Tổng cộng | Ấn Độ                       | 1.210.193.422 (100%)                    | 17,64%                               | 833.087.662 (68,84%) | 377.105.760 (31,16%) | 3,287240 km2 (1,269210 dặm vuông Anh) | 382/km2 (990/sq mi)      | 943             |